# Космічний центр імені Джона Стенніса
30°21′46″ пн. ш. 89°36′01″ зх. д. / 30.362766666667° пн. ш. 89.6002° зх. д.
Космічний центр імені Джона Стенніса — найбільший випробувальний центр ракетних двигунів НАСА. Розташований в окрузі Генкок, штат Міссісіпі біля кордону з Луїзіаною.
Центр має у своєму розпорядженні кілька випробувальних стендів:

### A-1
Стенд A-1 спочатку призначався для двигунів другого ступеня ракети «Сатурн V». Допускає динамічне навантаження до 7562 кН.

### A-2
Стенд A-2 призначений для вогневих випробувань маршового двигуна транспортної системи «Спейс Шаттл». Допускає динамічне навантаження до 4893 кН.

### A-3
НАСА оголосила про початок будівництва стенда A-3 Він призначений для випробувань двигуна J-2X в умовах вакууму. Також стенд A-3 може бути використаний для випробувань в нормальних умовах.

### B-1/B-2
Стенд B-1/B-2 має подвійне кріплення і призначений для випробувань двигуна ракети «Дельта IV». Допускає динамічне навантаження до 48 930 кН.

### Комплекс E
Комплекс E призначений для випробувань невеликих двигунів і їх компонентів.